# 托卡 (博亞卡省)
托卡是哥倫比亞的城鎮，位於該國東北部，由博亞卡省負責管轄，距離首府通哈27公里，始建於1555年1月7日，面積165平方公里，海拔高度2,759米，2005年人口8,749。
5°34′N 73°12′W / 5.567°N 73.200°W